# Evergreen - Best of Love Shop
Evergreen - Best of Love Shop er et opsamlingsalbum fra danske Love Shop. Albummet blev udgivet i 2015. Det består af to CD'er; den første indeholder sange fra gruppens tidligere albums og den anden er en liveoptagelse fra en koncert i Store Vega i København i november 2010.

## Spor
CD1
1. "En Nat Bliver Det Sommer" - 5:09
2. "Drømmenes København" - 5:38
3. "Fuck Min Højdeskræk" - 3:53
4. "Copenhagen Dreaming" - 4:07
5. "Love Goes On Forever" - 3:12
6. "Bellavista Sol" - 5:38
7. "Kræmmersjæl" - 4:11
8. "Alle Har En Drøm At Befri" - 6:07
9. "Nordlys" - 3:56
10. "Redningsklar" - 4:18
11. "Ikke Langt Herfra" - 3:39
12. "Skyggehjerte" - 3:53
13. "Skandinavisk Lyst" - 4:00
14. "I Morgen" - 3:36
15. "Mesteren" - 5:31
16. "Dødt Souvenir" - 4:06
17. "Evergreen" - 3:13
18. "Havana Song" - 2:31

CD2 Syng For I Morgen! Love Shop - Live I Store Vega
1. "De Elskende" - 4:36
2. "For Evigt For Altid" - 7:53
3. "Dit Eget Selvmord" - 3:22
4. "Hvorhen?Hvordan?Hvornår?" - 5:13
5. "Fremmedlegionær" - 6:08
6. "Drømmeslottet" - 3:33
7. "Love Goes On Forever" - 4:00
8. "Drømmenes København" - 5:59
9. "Det Tog Mig Et År" - 3:59
10. "Memory Babe" - 7:53
11. "Nordlys" - 5:03
12. "Alle Har En Drøm At Befri" - 6:52